# Edmé Bouchardon

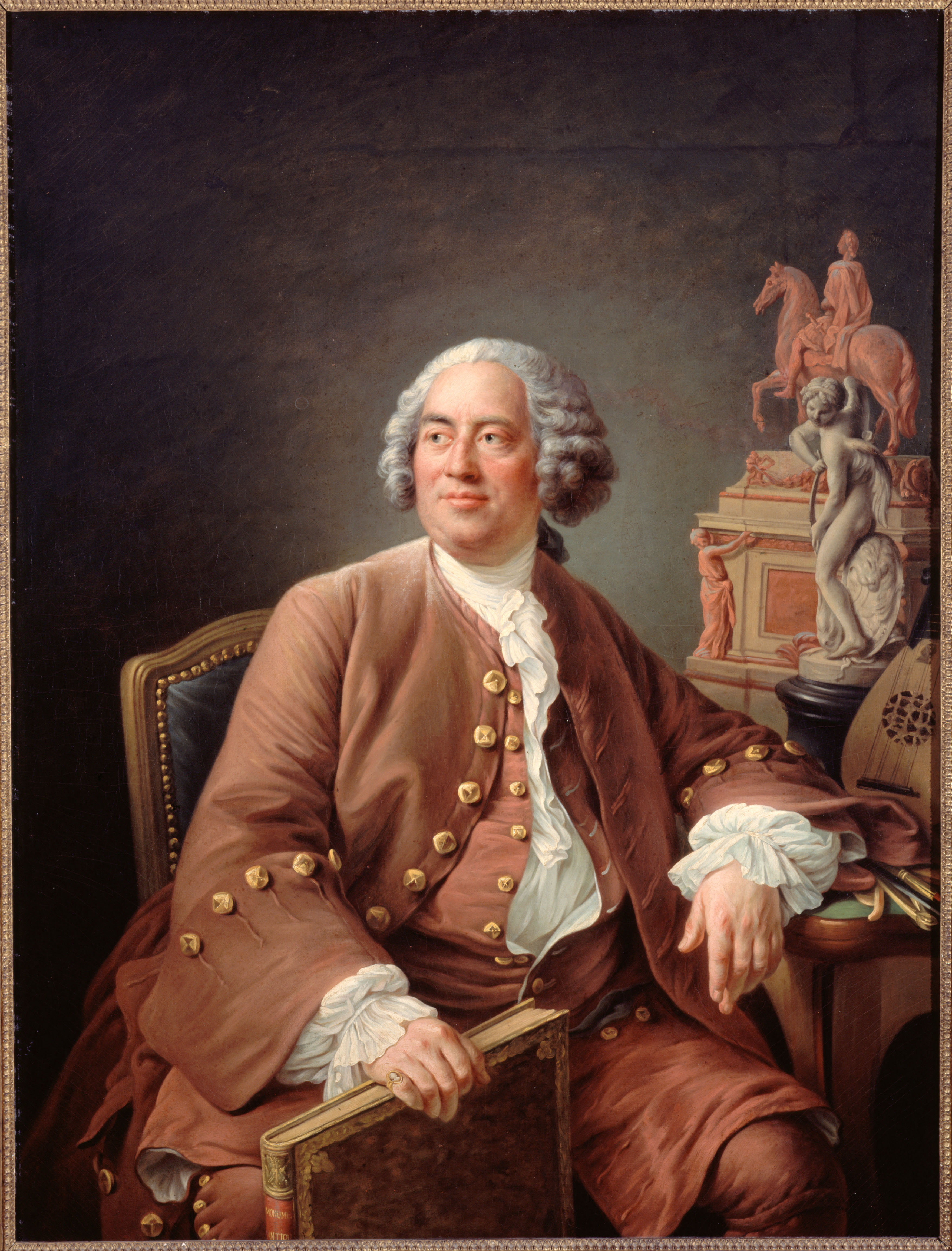
Edmé Bouchardon. Målning av François-Hubert Drouais.

Edmé Bouchardon, född 29 maj 1698 i Chaumont, Haute-Marne, död 27 juli 1762 i Paris, var en fransk skulptör. Han var son till Jean-Baptiste Bouchardon och bror till Jacques-Philippe Bouchardon. 
Bouchardon studerade först hos Guillaume Coustou den äldre och sedan i Rom (1723–1732) samt dog såsom professor vid konstakademien i Paris. Bland hans verk, som utmärker sig genom en för den tidens plastik ovanlig renhet i stilen, kan nämnas påven Clemens XII:s byst (1730), fontänen på Grenelle (1739–1746), Amor som täljer en båge samt Ludvig XV:s ryttarstod i Paris (1750–1762; förstörd 1792).